# Anne Pitoniak
Anne Pitoniak (* 30. März 1922 in Westfield, Massachusetts; † 22. April 2007 in Manhattan, New York City) war eine US-amerikanische Schauspielerin.

## Leben
Anne Pitoniak war die Tochter von  Sophie, geborene Porubovic, und John Pitoniak. Nach ihrem Studienabschluss an der University of North Carolina at Greensboro trat sie den United Service Organizations bei, wo sie als Schauspielerin bei den US-Truppen in Korea, Japan und den Philippinen auftrat. Bei einer Show in Japan lernte sie Jerome Milord, den sie am 17. Juni 1950 heiratete und mit dem sie zwei gemeinsame Kinder bekam, kennen. Als Militärangehörige lebte sie mit ihm gemeinsam auf mehreren Truppenstützpunkten. Die Ehe scheiterte und wurde 1968 geschieden. Anschließend begann sie wieder als Schauspielerin zu arbeiten und trat vereinzelt am Theater und in Werbespots auf. 1975 nahm sie ein Schauspielstudium am Lee Strasberg Theatre and Film Institute auf.
Nach ihrem Abschluss debütierte sie am 1. März 1983 in der Rolle der Thelma Cates mit dem Theaterstück Nacht, Mutter am Broadway. Die letzte Aufführung des Stückes war am 26. Februar 1984. Für ihre Darbietungen wurden sie als Beste Hauptdarstellerin für einen Tony Award nominiert und mit einem Theatre World Award ausgezeichnet. Eine weitere Nominierung für einen Tony Award erhielt sie 1994 als Beste Nebendarstellerin für ihre Darstellung der Helen Potts in dem Theaterstück Picnic.
Ihrem Alter entsprechend wurde Pitoniak als rüstige ältere Frau besetzt und spielte dementsprechend häufig kleinere Nebenrollen. Ihr Leinwanddebüt gab sie im Alter von 60 Jahren in der 1983 erschienenen und von Michael Ritchie inszenierten Komödie Die Überlebenskünstler an der Seite von Walter Matthau und Robin Williams. Später spielte sie in Filmen wie Die Ballade vom traurigen Café (1991), Das Kartenhaus (1993) und Tausend Morgen (1997) mit. Ihre letzte Rolle in einem Spielfilm hatte sie im Alter von 80 Jahren in dem 2002 erschienenen Filmdrama Untreu.
Am 22. April 2007 verstarb Pitoniak im Alter von 85 Jahren an den Folgen ihrer Krebserkrankung. Sie hinterließ ihre beiden Kinder und einen Enkel.

## Filmografie (Auswahl)
- 1983: Die Überlebenskünstler (The Survivors)
- 1984: Girls Wanna Have Fun (Old Enough)
- 1984–1985: After M.A.S.H. als Mildred Potter
- 1985: Agnes – Engel im Feuer (Agnes of God)
- 1987: Bestseller (Best Seller)
- 1987: Sister, Sister (Sister, Sister)
- 1988: Der Hexenmeister (The Wizard of Loneliness)
- 1989: Brennendes Schicksal (No Place Like Home)
- 1989: Old Gringo
- 1991: Die Ballade vom traurigen Café (The Ballad of the Sad Cafe)
- 1991: V.I. Warshawski – Detektiv in Seidenstrümpfen (V.I. Warshawski)
- 1993: Das Kartenhaus (House of Cards)
- 1994: Bitteres Blut (In the Best of Families: Marriage, Pride & Madness)
- 1996: Das Rosenbett (Bed of Roses)
- 1996: Der Weihnachtsbaum (The Christmas Tree)
- 1997: In letzter Konsequenz (Julian Po)
- 1997: Tausend Morgen (A Thousand Acres)
- 1998: Emergency Room – Die Notaufnahme (Staffel 5 Folge 9)
- 2000: Ein heißer Coup (Where the Money Is)
- 2000: Sein letzter Coup (The Opportunists)
- 2002: Untreu (Unfaithful)